# Extase (Boulanger)
Pour les articles homonymes, voir Extase (homonymie).
Extase est une mélodie pour voix et piano de Nadia Boulanger composée en 1901 sur un poème de Victor Hugo.

## Présentation
Extase est composé alors que Nadia Boulanger, âgée de quatorze ans, est encore étudiante au Conservatoire de Paris. La mélodie, pour voix et piano, est écrite sur un poème de Victor Hugo extrait du recueil Les Orientales (1829).
L'incipit de l'œuvre est : « J'étais seul près des flots, par une nuit d'étoiles ».
Le manuscrit autographe de la mélodie, conservé à la BnF (Ms. 19512 (1)), porte la date « le 16 décembre 1901 Paris ».
Longtemps inédite, la partition est publiée par Alphonse Leduc en 2020 au sein du recueil Mélodies pour voix moyenne, vol. 3 (AL 30 866).
Extase est d'une durée moyenne d'exécution de deux minutes quarante environ.

## Commentaires
Pour la musicienne et musicologue Anne de Fornel, dans la mélodie, « au niveau harmonique, l'influence de Gabriel Fauré transparaît encore clairement ».
Dans le catalogue des œuvres de la compositrice établi par la musicologue Alexandra Laederich, Extase porte le numéro NB 1.

## Discographie
- Mademoiselle - Première Audience : Unknown Music of Nadia Boulanger, Nicole Cabell (soprano) et Lucy Mauro (piano), Delos DE 3496, 2 CD, 2017[4] — premier enregistrement mondial.
- Les heures claires : The Complete Songs : Nadia & Lili Boulanger, Stéphane Degout (baryton) et Anne de Fornel (piano), Harmonia Mundi HMM 902356.58, 3 CD, 2023[5].